# Saint-Thurien (Finistère)
Saint-Thurien település Franciaországban, Finistère megyében. Lakosainak száma 1005 fő (2022. január 1.). Saint-Thurien Guiscriff, Bannalec, Mellac, Querrien és Scaër községekkel határos.

## Népesség
A település népessége az elmúlt években az alábbi módon változott:
| Lakosok száma | 1054 | 925  | 883  | 869  | 1030 | 1027 | 1032 | 1038 | 1027 | 1005 |
|               | 1968 | 1982 | 1990 | 2006 | 2013 | 2015 | 2017 | 2019 | 2020 | 2022 |